# Det är dej jag väntar på
Det är dej jag väntar på är ett studioalbum av det svenska dansbandet Wizex, släppt 1984.  Bandet hade nu bytt sångare och sångerska, från Tommy Stjernfeldt till Danne Stråhed.

## Låtlista
| Nr  | Titel                                                     | Låtskrivare                                                                         | Längd |
| --- | --------------------------------------------------------- | ----------------------------------------------------------------------------------- | ----- |
| 1.  | "Det är ju dig jag väntar på" ("Det' lige det")           | Sören Bundgaard, Danne Stråhed                                                      | 2:56  |
| 2.  | "Vänner"                                                  | Herodes Falsk, Anita Skorgan, Bernd Meinunger, Jahn Teigen, Wangberg, Danne Stråhed | 3:29  |
| 3.  | "Till en ros" ("The Rose")                                | Amanda Mcbroom, Danne Stråhed                                                       | 3:15  |
| 4.  | "Fin, fin, fin" ("You Ain't Nothing but Fine, Fine Fine") | Sidney Simien, Floyd Soileau , Danne Stråhed                                        | 2:43  |
| 5.  | "Om du går"                                               | Danne Stråhed                                                                       | 3:32  |
| 6.  | "Jag har lagt mina vapen"                                 | Michelsen, Danne Stråhed                                                            | 3:28  |
| 7.  | "En hemlighet"                                            | Jönsson, Pedersen,Stråhed                                                           | 3:38  |
| 8.  | "Motiv att fly"                                           | Jonas Warnerbring                                                                   | 4:01  |
| 9.  | "I dina kort"                                             | Henri Saffer, Danne Stråhed                                                         | 2:52  |
| 10. | "Tell Him"                                                | Bert Russell                                                                        | 3:01  |
| 11. | "Dom vet ingenting" ("They Don't Know")                   | Kirsty MacColl, Ingela "Pling" Forsman                                              | 2:58  |
| 12. | "My Girl"                                                 | William Smokey Robinson, Ronald White                                               | 2:50  |

## Medverkande[3]
- Bas – Mats Nilsson
- Trummor – Jerker Nilsson
- Gitarr, Saxofon – Tommy Karlsson
- Gitarr, sång, klaviatur – Danne Stråhed
- Klaviatur – Lars Hagelin
- Producent – Rutger Gunnarsson
- Sång – Lena Pålsson

### Fotnoter
1. ↑  ”Svensk mediedatabas”. http://smdb.kb.se/catalog/id/001889705. Läst 21 april 2011.
2. ↑  ”Svensk mediedatabas”. http://smdb.kb.se/catalog/id/001462895. Läst 21 april 2011.
3. ↑  ”Discogs”. http://www.discogs.com/Wizex-Julie/release/1767314. Läst 21 april 2011.